# Пятин, Валерий Александрович
Вале́рий Алекса́ндрович Пя́тин (16 июня 1930 — 24 августа 2014) — российский учёный и организатор высшей школы, ректор Астраханского государственного педагогического университета (1975—2000).

## Биография
Родился в Симферополе в семье военнослужащего.
В 1952 году окончил Челябинский педагогический институт. Работал в школе учителем географии, директором.
С 1962 года на научной и преподавательской работе в вузах: старший преподаватель, декан факультета Челябинского педагогического института, проректор по учебной работе Белгородского педагогического института.
В 1967 году защитил диссертацию по теме «Программированное обучение как средство развития познавательной самостоятельности учащихся» на соискание учёной степени кандидата педагогических наук.
С ноября 1975 по июнь 2000 года — ректор Астраханского государственного университета.
Жена — Ольга Григорьевна Пятина.

## Избранные труды
Является автором многочисленных научных и научно-методических трудов.
- Пятин В. А. Психолого-педагогические факторы формирования личности учителя в педагогическом вузе // Вопросы психологии, 1984 №5 с.95-98.
- Пятин В. А. Программированное обучение в школе. - Челябинск: Южн.-Уральское кн. изд-во, 1966.
- Пятин В. А., Шихова Р. Г. Методическое пособие по географии для VII класса по теме "Климат". Челябинск : Челяб. гос. пед. ин-т, 1965.
- Пятин В. А. Управление учебным процессом: (Учеб. пособие)  - Курск : Кур. пед. ин-т, 1974. - 146 с.
- Пятин В. А. Дидактические системы: цель, информация, планирование: Учеб. пособие. - Курск : Кур. пед. ин-т, 1975. - 164 с.
- Пятин В. А. Управление педагогическим процессом в современной школе : (Вопр. теории и методол.) : Учеб. пособие. - М. : МГПИ, 1986. - 90 с.
- Пятин В. А., Мясоедова Е. А. Исследование педагогического потенциала среды : Учеб. пособие. - Астрахань : Изд-во Астрах. пед. ун-та, 1998. ISBN 5-88200-374-1.

## Награды
- Орден «Знак Почёта»
- Орден Дружбы (1995)[4]
- Почётное звание «Заслуженный работник высшей школы Российской Федерации» (2000) — за заслуги в научной работе, значительный вклад в дело подготовки высококвалифицированных специалистов[5]
- Медаль К. Д. Ушинского
- Нагрудный знак «Отличник просвещения СССР»
- Нагрудный знак «Почётный работник высшего профессионального образования Российской Федерации»
- Медаль ордена и орден «За заслуги перед Астраханской областью»

## Память
В 2016 году в Астраханском государственном университете была проведена конференция, посвящённая памяти В.А. Пятина. В 2017 году прошла вторая конференция, посвящённая памяти Пятина.